# Aterrizaje suave

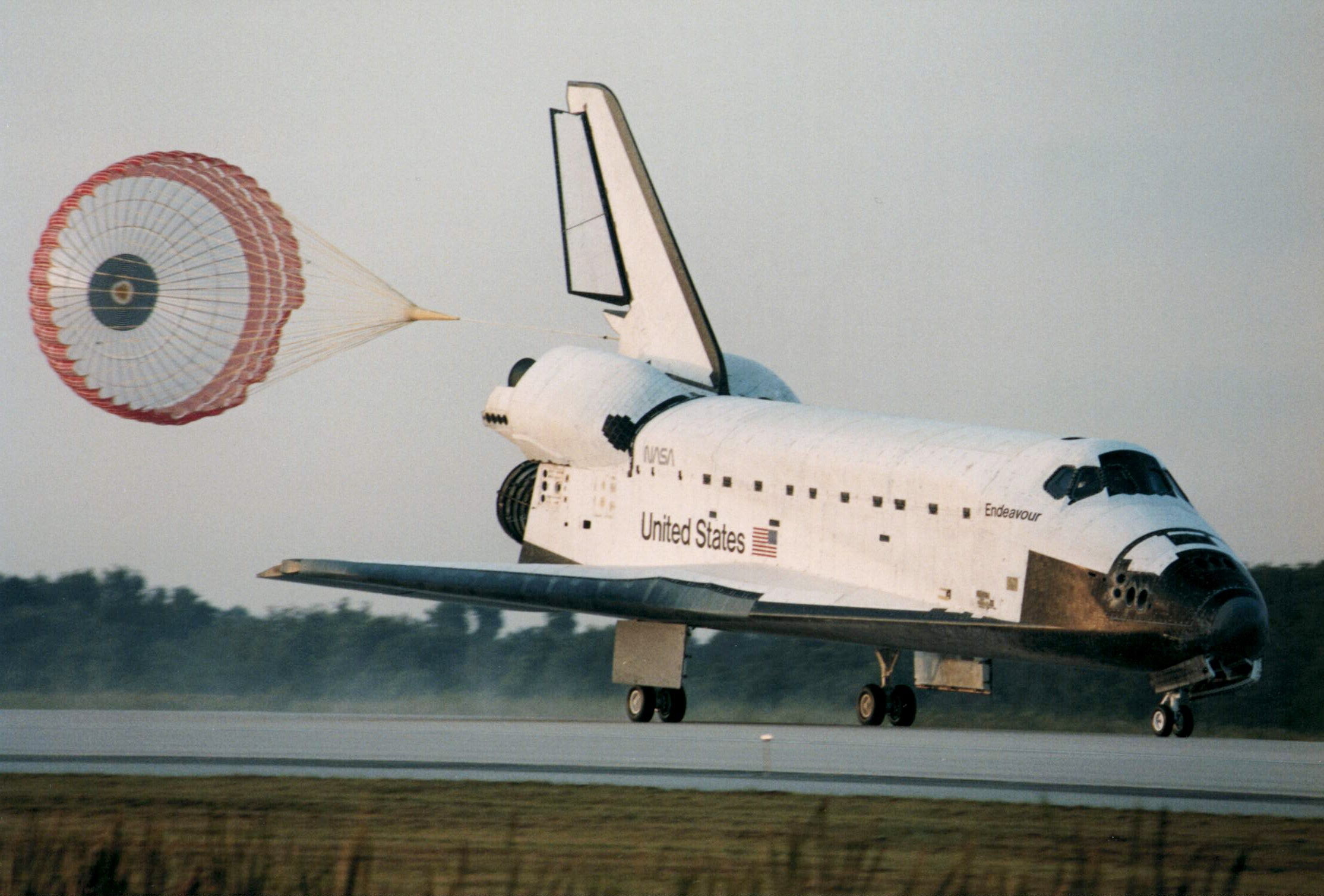
El Transbordador STS realizando un aterrizaje suave en 1995.

Un aterrizaje suave es cualquier tipo de aterrizaje de una aeronave, cohete o nave espacial que no provoque daños significativos ni la destrucción del vehículo o su carga útil, a diferencia del aterrizaje «forzoso». La velocidad vertical media en un aterrizaje suave debe ser de unos 2 metros (6,6 pies) por segundo o menos.
Se puede conseguir un aterrizaje suave de las siguientes maneras:
- Con un paracaídas, a menudo para ejecutar un amerizaje en el agua.[2]
- Con un cohete vertical o retrocohete, una forma de despegue y aterrizaje verticales conocida como por sus siglas en inglés VTOL, logrado por primera vez por el Bell Rocket Belt en una trayectoria suborbital y por el Surveyor 1 en una trayectoria orbital.[3]
- Con un aterrizaje horizontal sobre el tren de aterrizaje, en el caso de la mayoría de los aviones y algunas naves espaciales como el transbordador espacial, que este además cuenta con un paracaídas.[4][5]
- Siendo atrapado en el aire, como ocurre con los satélites espía CORONA.[6]

La variante en inglés de la locución, soft landing, se ha extrapolado a otras disciplinas como la economía, para hacer alusión a una desaceleración controlada de la inflación.